# Степаненко Олександр Трохимович
Олекса́ндр Трохи́мович Степане́нко (1907 , Сосниця, Сосницький повіт, Чернігівська губернія, Російська імперія  — 1975 , Горлівка, Донецька область ) — український радянський діяч, шахтар. Член ЦК КП(б)У (червень 1938 — травень 1940). Депутат Верховної Ради УРСР 1-го скликання.

## Біографія
Народився 1907 року в селі Сосниці на Чернігівщині. Наймитував. У 1925 році вступив до комсомолу.
За комсомольською путівкою поїхав до Харкова на тракторобудівний завод, де працював теслярем. Навчався на курсах Центрального інституту праці.
З 1930 року працював вибійником шахти «Кочегарка» № 1 у місті Горлівці. Навчався у славнозвісного шахтаря Микити Ізотова.
Член ВКП(б) з 1931 року.
Проходив строкову військову службу на Чорноморському флоті.
У 1934 році, під час відпустки з військової служби, встановив рекорд видобутку вугілля добувши за зміну 552 тонни вугілля, перекривши досягнення Олексія Стаханова та Микити Ізотова. Після демобілізації повернувся на шахту «Кочегарка», де працював вибійником, бригадиром вибійників, секретарем комсомольської організації, начальником молодіжної дільниці.
У травні 1938—1939 роках — секретар партійного комітету шахти «Кочегарка» № 1 міста Горлівки Донецької (Сталінської) області.
26 червня 1938 року обраний депутатом Верховної Ради УРСР 1-го скликання по Горлівській міській виборчій окрузі № 280 Сталінської області.
У роки німецько-радянської війни працював парторгом ЦК ВКП(б) шахти «Коксова-1» на Кузбасі.
Обирався 2-м і 1-м секретарем Прокоп'євського міського комітету ВКП(б) Кемеровської області, очолював обласний трест «Кемероввугілля».
Потім — на пенсії в місті Горлівці, продовжував працювати начальником відділу кадрів тресту «Горлівськвуглебуд».
Помер у місті Горлівці в 1975 році.

## Нагороди, звання
- орден Леніна
- орден Жовтневої Революції
- два ордени Трудового Червоного Прапора
- знак «Шахтарська слава» трьох ступенів.
- медалі
- Почесний громадянин міста Горлівки